# عبد الله الخلاصي
عبد الله سلطان أحمد محمد أحمد الخلاصي (ولد في 2 سبتمبر 2003 في المحرق، البحرين) لاعب كرة قدم بحريني دولي يجيد اللعب في مركز الظهير الأيسر. يلعب حاليا لصالح المحرق البحريني منذ 2021.